# Elizabeth Robins Pennell

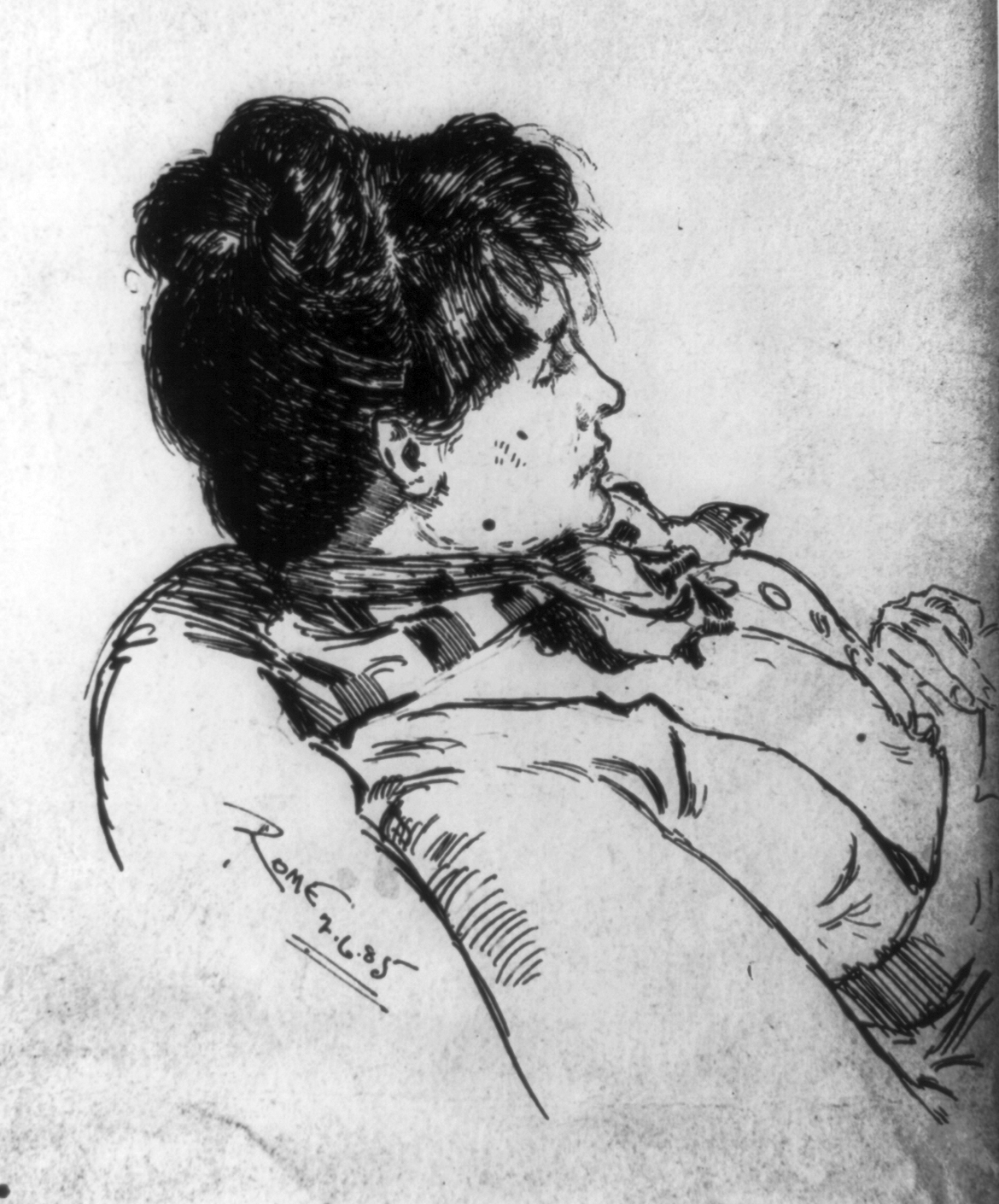
Elizabeth Robins Pennell – Zeichnung von ihrem Ehemann (1885)

Elizabeth Robins Pennell (eigentlich Elizabeth Robins; * 20. August 1855 in Philadelphia; † 10. Februar 1936 in New York) war eine US-amerikanische Autorin.

## Biographie
Elizabeth Robins wurde in Philadelphia geboren und besuchte das College an der Princeton University. Sie war die Frau des amerikanischen Künstler- und Mitautors Joseph Pennell (1857–1926), den sie im Juni 1884 heiratete. Er stellte die Abbildungen für viele ihrer Bücher zur Verfügung. Deren nahe Bekanntschaft mit dem Maler James McNeill Whistler brachte Pannell dazu, eine Biographie des Künstlers zu schreiben (1906). Doch die Veröffentlichung verschob sich um zwei Jahre (1908), wegen eines Rechtsstreits um die Briefe des Künstlers. Elizabeth Robins Pennell war auch die Biographin von ihrem Onkel Charles Godfrey Leland. Sie starb am 10. Februar 1936 in New York.

## Werke (Auswahl)
- 1884 Life of Mary Wollstonecraft
- 1889 Our Journey to the Hebrides (mit Joseph Pennell)
- 1891 The Stream of Pleasure: A Narrative of a Journey on the Thames from Oxford to London (mit Joseph Pennell)
- 1893 To Gipsyland
- 1896 The Feasts of Autolycus: the Diary of a Greedy Woman
- 1906 Charles Godfrey Leland: a Biography
- 1908 The Life of James McNeill Whistler (mit Joseph Pennell)
- 1914 Our Philadelphia
- 1910 Our House and the People in It
- 1916 Nights: Rome & Venice in the Aesthetic Eighties, London & Paris in the Fighting Nineties
- 1917 The Lovers
- 1921 The Whistler Journal
- 1928 The Art of Whistler
- 1929 The Life and Letters of Joseph Pennell
- 1930 Whistler the Friend